# Eduardo Durán
Eduardo Durán Salinas (Santiago, 1 de enero de 1972) es un ingeniero civil, economista y político chileno, militante de Renovación Nacional (RN). Se desempeñó como gobernador de la Provincia de Ñuble en el período del 11 de marzo de 2010 al 11 de marzo de 2014, bajo la primera presidencia de Sebastián Piñera.
En la actualidad, es diputado por el distrito N.° 13, compuesto por las comunas de El Bosque, La Cisterna, Lo Espejo, Pedro Aguirre Cerda, San Miguel y San Ramón, que forman parte del Gran Santiago. Es también uno de los miembros de la llamada «bancada evangélica».

## Biografía
Es hijo de Eduardo Durán Castro, exobispo de la Primera Iglesia Metodista Pentecostal Jotabeche 40, y de Raquel Salinas Caris. En 2006 fue elegido como uno de los «100 Jóvenes Líderes del País», por el periódico El Mercurio y la Universidad Adolfo Ibáñez. Es miembro de la Sociedad Bíblica Chilena y de la Sociedad Chilena de Políticas Públicas.
Actualmente está casado con Marjorie Vásquez Acuña y tiene dos hijos.

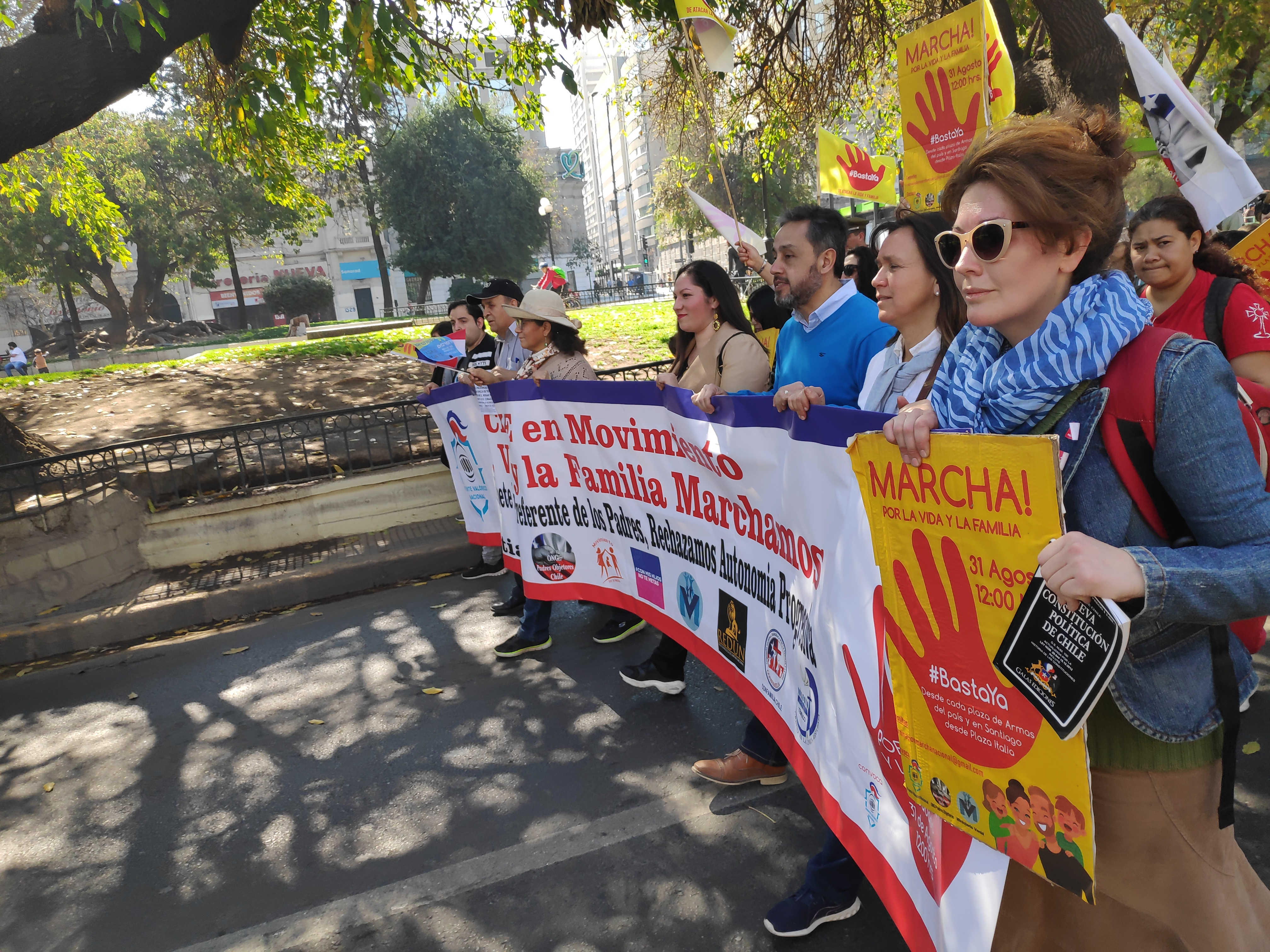
Eduardo Durán en la marcha por la vida y la familia, 31 de agosto de 2019, Santiago de Chile.

## Estudios y vida profesional
Realizó sus estudios secundarios en el Instituto Nacional, del cual egresó en 1988. Estudió ingeniería civil en obras civiles en la Universidad de Santiago, de la cual terminó sus estudios en 1996. Posee dos posgrados, uno conjunto entre la Universidad de Chile y Tulane University, donde obtuvo el título de "Master in Business Administration", y otro en la Georgetown University, donde obtuvo el título de "Master in Applied Economics".
Se ha desarrollado profesionalmente en el ámbito público y privado. Fue director de Alfaomega Ingeniería y Construcción Ltda., Inmobiliaria Alfaomega Ltda. y de Embotelladora Southern Waters Ltda.

## Controversias
El diputado intervino durante la votación de la ley de Identidad de género en la Cámara de Diputados el 12 de septiembre de 2018. En la ocasión, criticó el proyecto de ley señalando que «en términos de pensiones, los hombres podrían decidir que son mujeres para jubilarse con anticipación», lo que le valió críticas de parte de otros parlamentarios y ciudadanos en las redes sociales.
También ha sido cuestionado por su parentesco con el obispo evangélico, Eduardo Durán Castro, del cual es hijo, de quien recibía una "mesada" siendo diputado, y quien ha sido investigado por la Policía de Investigaciones de Chile y el Servicio de Impuestos Internos debido a acusaciones de lavado de activos y delitos tributarios al interior de la iglesia evangélica.

## Historial electoral

### Elecciones parlamentarias de 2009
- Elecciones parlamentarias de 2009 a Diputado por el distrito 45 (Coronel, Florida, Hualqui, Penco, Santa Juana y Tomé) [7]

### Elecciones parlamentarias de 2017
- Elecciones parlamentarias de 2017 a Diputado por el distrito 13 (El Bosque, La Cisterna, Lo Espejo, Pedro Aguirre Cerda, San Miguel y San Ramón) [8]

### Elecciones parlamentarias de 2021
- Elecciones parlamentarias de 2021 a diputado por el distrito 13 (El Bosque, La Cisterna, Lo Espejo, Pedro Aguirre Cerda, San Miguel y San Ramón) [9]